# 크롭 팩터

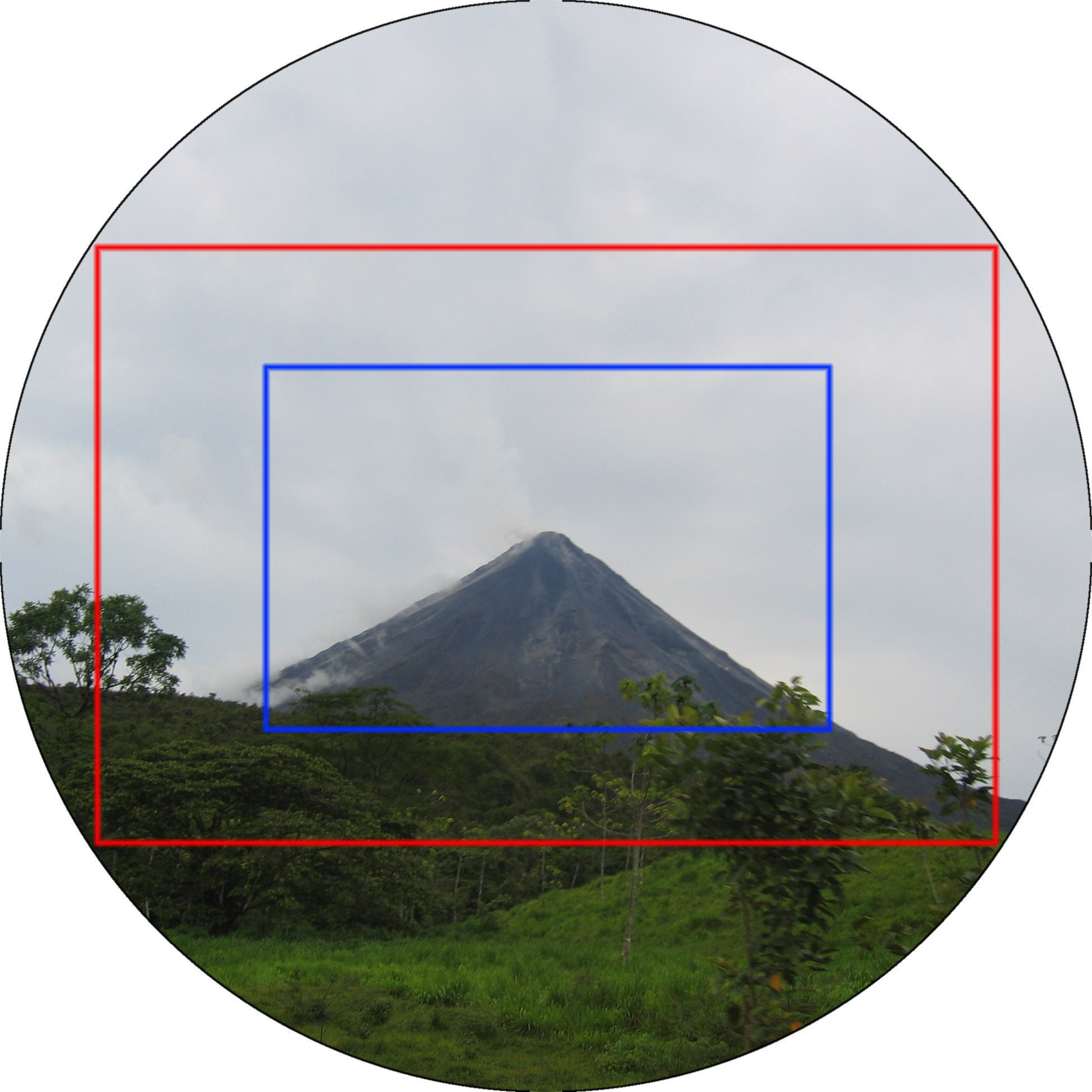
바깥 쪽 빨간 상자는 24x36 mm 센서, 안 쪽 파란 상자는 15x23 mm 센서를 나타낸다.

크롭 팩터(Crop factor)는 풀프레임 촬상면의 대각선 기준으로 참조 포맷의 대각선 크기 비율이다.
크롭 팩터는 보통 APS 디지털 일안 반사식 카메라의 이미지 센서의 크기를 설명하거나 비교할 때 사용된다.
하지만 중형 포맷과 소형 컴팩트 카메라 역시 크롭 팩터를 적용한다
이런 비교의 기준은 풀프레임이라고 지칭하는 35mm 필름 대각선(43.3 mm)길이가 기준이며 비교대상의 이미지 센서 대각선의 과의 비율로 크롭 팩터를 알 수 있다.
또 크롭 팩터는 "focal length multiplier"(FLM, 초점 거리 배수)이라고도 불린다.
니콘 DSLR은 모두 1.5 크롭 팩터를 가지며, 캐논 DSLR 들은  1.3, 1.6과 같이 다양한 크롭 팩터를 가진다.

## 35mm 기준의 '풀프레임' 과 '크롭 팩터'
135 포맷을 기준으로 동일한 면적을 풀프레임 이라고 하며 이 풀프레임 대각선 대비 비율을 크롭 팩터로 정의한다.
흔히들 이야기하는 크롭이란 사진술에서는 정확히 크롭 비율, 즉 크롭 팩터(crop factor)라는 영단어를 의미한다.
이는 35mm 기준으로 환산 초점거리를 표시하는 중요한 기준이 된다. 각 센서 크기별로 크롭 팩터는 아래의 도표에 정리되어 있는데, 예를 들어 포서즈의 경우 35mm 풀프레임 대비 2배 비율의 크롭 팩터를 지니게 되고 그에 따른 환산 초점거리를 가지게 된다.
즉, 크롭 팩터의 계산은 35mm 필름 카메라의 필름이나 센서의 대각선 길이 기준으로 해당 사진기의 찰상면(센서 혹은 필름)의 대각선 길이의 비로 정의한다.
```
35mm 풀프레임의 대각선 길이 / 특정포맷 센서의 대각선 길이 = 크롭 팩터 (crop factor)
```

아래 도표에 있는 자료를 이용하여 니콘 DX 포맷의 크롭 팩터를 계산하면 35mm 풀프레임 사진기의 대각선 길이 43.3mm, 니콘 DX 포맷의 경우 APS-C 의 센서 대각선 길이가 28.4mm 이므로
43.3/ 28.4 = 1.52 라는 답이 나오며 이 니콘 DX 포맷의 크롭 팩터를 1.5X 라고 한다
| Type                  | 1/6"  | 1/4" | 1/3.6" | 1/3.2" | 1/3" | 1/2.7" | 1/2.5" | 1/2" | 1/1.8" | 1/1.7" | 1/1.6" | 2/3" | 1"   | Four Thirds 4/3" | Canon APS-C | Nikon DX | Canon APS-H | 35mm | Leica S2 | Kodak KAF 39000 |
| --------------------- | ----- | ---- | ------ | ------ | ---- | ------ | ------ | ---- | ------ | ------ | ------ | ---- | ---- | ---------------- | ----------- | -------- | ----------- | ---- | -------- | --------------- |
| 대각선 (mm)           | 3.00  | 4.50 | 5.00   | 5.68   | 6.00 | 6.72   | 7.18   | 8.00 | 8.93   | 9.50   | 10.07  | 11.0 | 16.0 | 21.6             | 26.7        | 28.4     | 34.5        | 43.3 | 54       | 64              |
| 가로 (mm)             | 2.40  | 3.60 | 4.00   | 4.54   | 4.80 | 5.37   | 5.76   | 6.40 | 7.18   | 7.60   | 8.08   | 8.80 | 12.8 | 17.3             | 22.2        | 23.6-.7  | 28.7        | 36   | 45       | 50.7            |
| 세로 (mm)             | 1.80  | 2.70 | 3.00   | 3.42   | 3.60 | 4.04   | 4.29   | 4.80 | 5.32   | 5.70   | 6.01   | 6.60 | 9.6  | 13.0             | 14.8        | 15.5-.8  | 19.1        | 24   | 30       | 39              |
| 면적 (mm2)            | 4.32  | 9.72 | 12.0   | 15.5   | 17.3 | 21.7   | 24.7   | 30.7 | 38.2   | 43.3   | 48.56  | 58.1 | 123  | 225              | 329         | 366-374  | 548         | 864  | 1350     | 1977            |
| 크롭 팩터 Crop factor | 14.14 | 9.62 | 8.65   | 7.61   | 7.21 | 6.44   | 6.02   | 5.41 | 4.84   | 4.55   | 4.3    | 3.93 | 2.70 | 2.00             | 1.62        | 1.52     | 1.26        | 1.0  | 0.8      | 0.68            |

크롭 팩터가 중요한 것은 각 렌즈의 환산 초점거리를 알 수 있다는 점 때문이다.

## 같이 보기
- 시야
- 이미지 센서 포맷